# Antonino Di Giorgio

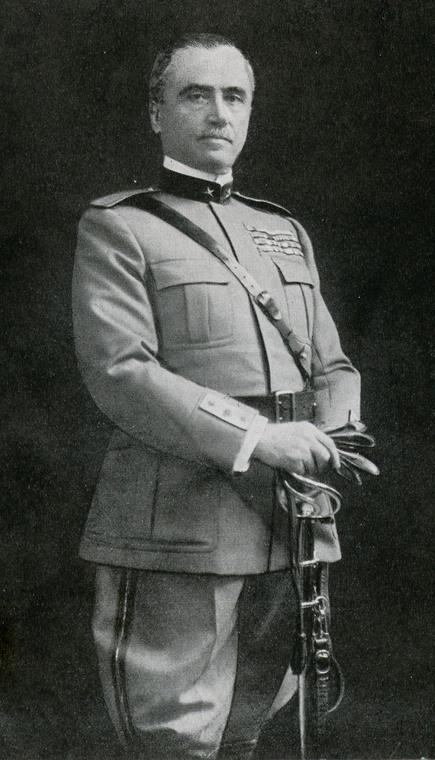
Antonino Di Giorgio

Antonino Di Giorgio (geboren 22. September 1867 in San Fratello; gestorben 17. April 1932 in Palermo) war ein italienischer General und Politiker. Im Kabinett Mussolini war er von 1924 bis 1925 Kriegsminister. 

## Leben

### Anfangsjahre
Di Giorgio stammte aus einer wohlhabenden bürgerlichen sizilianischen Familie. 1882 wurde er als Kadett in die Militärschule „Nunziatella“ in Neapel aufgenommen, die er mit der Matura abschloss. Einer seiner Schulkameraden war der spätere König Viktor Emanuel III. Anschließend bestand er erfolgreich die Aufnahmeprüfung für die Militärschule in Modena für Offizieranwärter, die er zwischen 1886 und 1888 besuchte. Im Rang eines Sottotenente der Infanterie nahm er schließlich seinen Dienst beim 77. Infanterie-Regiment in Pescara auf.
1895, mittlerweile zum Leutnant befördert, meldete er sich nach der italienischen Niederlage beim Amba Alagi als Freiwilliger für den Feldzug gegen Äthiopien. In der Schlacht von Adua wurde er als Offizier im Regimentsstab des 6. Regiments unter Oberst Cesare Airaghi für die Organisation des schwierigen Rückzuges mit der bronzenen Tapferkeitsmedaille ausgezeichnet. Eine zweite bronzene Tapferkeitsmedaille erhielt er wenig später für die erfolgreiche Führung einer Askari-Einheit in einem Gefecht im Mai 1896. Nachdem er wegen einer Infektionskrankheit nach Italien zurückkehren musste, nahm er seinen Dienst beim 77. Infanterie-Regiment wieder auf. Seine Erlebnisse in Afrika verarbeitete er in einem 1899 veröffentlichten Artikel, in dem er das Verhalten der Truppe während der Niederlage von Adua verteidigte. Er stand damit im Widerspruch zu den Äußerungen des damaligen Oberbefehlshabers Oreste Baratieri, den Antonio Di Giorgio als Hauptschuldigen der verheerenden Niederlage ansah.
In der Militärschule in Turin schloss er Ende des 19. Jahrhunderts seine Ausbildung zum Stabsoffizier ab. 1902 folgte seine Beförderung zum Hauptmann und 1907 zum Major. In dieser Zeit setzte er neben seinen dienstlichen Aufgaben die schriftstellerische Tätigkeit fort. Er beschäftigte sich in seinen Arbeiten überwiegend mit historischen Themen unter anderem zum Risorgimento, nahm  aber auch zu zeitgenössischen Problemen Stellung. So verurteilte er beispielsweise die damals in der Diskussion stehende politische und gewerkschaftliche Organisation des Offizierskorps.

### Afrika
1908 wurde ihm das Kommando über die Askari-Truppen in Benadir in Italienisch-Somaliland anvertraut. Di Giorgio, der kompromisslos und mit harter Hand seiner neuen Aufgabe nachging, geriet bald in Konflikt mit dem Gouverneur Tommaso Carletti, der gegenüber den somalischen Clanführern Kompromissbereitschaft zeigte. Di Giorgio ordnete seine Truppen neu und weitete die italienische Besetzung auf ganz Unter-Shabelle aus, wobei er ganze Dörfer dem Erdboden gleich machte und Massaker unter der Bevölkerung anrichtete, wie ihm Carletti vorwarf. Die in der italienischen Presse und im Parlament in Rom entfachte Polemik über seine Vorgehensweise führte dazu, dass er nach etwas mehr als sechs Monaten im November 1908 nach Italien zurückbeordert wurde. Das Ganze hatte noch ein politisches und juristisches Nachspiel. Am Ende wurde Di Giorgio zwar vom Vorwurf freigesprochen, zu streng vorgegangen zu sein, aber wegen Disziplinlosigkeit gegenüber dem Gouverneur wurden ihm zwei Monate Festungsdienst aufgebrummt. Zugleich gewann er eine Klage wegen übler Nachrede gegen seinen schärfsten journalistischen Widersacher, was ihm viel Ansehen im Militär einbrachte, da er nach Ansicht der Militärs die Ehre der Armee erfolgreich verteidigt hatte.
Ende 1911 brach er mit dem 89. Infanterie-Regiment nach Libyen auf, um am Libyenfeldzug gegen die Osmanen teilzunehmen. Bei den Kämpfen um die Höhe El-Mergheb bei Zliten zwischen Februar und März 1912 konnte er sich erneut auszeichnen, wofür ihm das Ritterkreuz des Militärordens von Savoyen verliehen wurde. Zum Oberstleutnant befördert erhielt er in Libyen für eine weitere Aktion auch noch die silberne Tapferkeitsmedaille, bevor er Ende 1912 nach Italien zurückkehrte. Im Jahr darauf trat er im Wahlkreis Mistretta erfolgreich bei der Parlamentswahl 1913 an. Als Abgeordneter vertrat er einen nationalistischen Kurs und stand in Opposition zu den Positionen Giolittis. Neben seiner Parlamentsarbeit kam er seinen dienstlichen Verpflichtungen beim 89. Infanterie-Regiment weiter nach.

### Erster Weltkrieg
Wenige Wochen vor dem italienischen Kriegseintritt in den Ersten Weltkrieg am 24. Mai 1915 bot Generalstabschef Cadorna ihm einen Posten in seinem Stab an, was der mittlerweile zum Oberst beförderte Di Giorgio allerdings ablehnte. Er zog eine aktive Kommandoaufgabe vor und wurde Stabschef des VIII. Armeekorps. Am 1. April 1916 wurde ihm die Infanterie-Brigade Bisagno anvertraut, die er während der österreichisch-ungarischen Südtiroloffensive und der anschließenden italienischen Gegenoffensive im Raum Arsiero führte. Während dieser Zeit machte er sich einen Namen als strenger, aber stets in vorderster Linie stehender Truppenführer, der den Anliegen der Soldaten Gehör schenkte.
Ende August 1916 erhielt der zum Brigadegeneral beförderte Di Giorgio das Kommando über die aus acht Alpini-Bataillonen bestehende IV. alpine Kampfgruppe, mit der er die Offensive auf den Ortigara vorbereitete. Wegen des frühzeitigen Wintereinbruchs musste der Angriff auf das nächste Jahr verschoben werden, was den Österreichern Gelegenheit gab ihre Stellungen auf dem Ortigara auszubauen. Als die Offensive im Juni 1917 endlich durchgeführt werden konnte, erlitten seine Alpini in der Ortigara-Schlacht hohe Verluste ohne Erfolge einzubringen. Trotzdem wurde der bereits im Dezember 1916 zum Generalmajor beförderte Di Giorgio wegen seiner Führungsqualitäten in der Schlacht gelobt und ihm im August 1917 das Kommando der in der Valsugana stehenden 51. Infanterie-Division anvertraut. Unmittelbar nach der Durchbruchsschlacht von Karfreit wurde Di Giorgio von Cadorna am 27. Oktober 1917 an die Spitze eines Sonder-Armeekorps (italienisch Corpo d’Armata speciale) gestellt. Der aus vier Brigaden bestehende Großverband sollte den Rückzug der 2. Armee decken und vor allem den italienischen Brückenkopf über den Tagliamento bei Ragogna sichern. Nach der Lösung der schwierigen Aufgabe wurde das Armeekorps am 10. November aufgelöst und ihm das Kommando über das XXVII. Armeekorps anvertraut, das er bei den Abwehrkämpfen am Monte Grappa, am Montello während der zweiten Piaveschlacht sowie bei der siegreichen italienischen Schlussoffensive von Vittorio Veneto führte. Für seine Verdienste im letzten Kriegsjahr wurde er mit dem Militärorden von Savoyen (Großoffizier) und dem Ritterorden der hl. Mauritius und Lazarus (Komtur) ausgezeichnet und zum Generalleutnant befördert.

### Nachkriegszeit und Kriegsminister
In der Nachkriegszeit wurde er wegen seines Alters und der Reduzierung der Streitkräfte mit keinem neuen Truppenkommando betraut, so dass er sich ganz seiner parlamentarischen Tätigkeit widmen konnte. Bei der Parlamentswahl 1919 konnte er sein Mandat in der Abgeordnetenkammer in Reihen der Rechten verteidigen. Trotz seiner nationalistischen Positionen hegte er keine Sympathien für Gabriele D’Annunzio und die Squadristen der ersten Stunde. Das von D’Annunzio angeführte Unternehmen in Fiume verurteilte er wegen der Disziplinlosigkeit der Truppen und aufgrund des verursachten Risses, dass die Besetzung in den italienischen Streitkräften hervorrief. Bei den Parlamentswahlen 1921 trat er wegen des ihm befremdlichen politischen Klimas nicht an. Im Februar 1922 heiratete er im Alter von 54 Jahren die in Sizilien lebende englische Adelige Nora Whitaker, deren Familie im Textilhandel tätig waren. In der Folge kümmerte er sich auch um die Familiengeschäfte der Whitakers und führte den Anbau der als Faserpflanze genutzten Sisal-Agave auf Sizilien ein.
1923 begann er sich wieder für Politik zu interessieren. Er unterstützte die Politik Mussolinis, den er dank seiner Freundschaft mit Luigi Federzoni persönlich kennen und schätzen gelernt hatte. Trotzdem trat er bei den Parlamentswahlen im April 1924 als Unabhängiger an, da er sich nach eigener Aussage als Offizier an keine Partei gebunden sah. Nach seiner Wahl wurde er noch im gleichen Monat von Mussolini zum Kriegsminister und Nachfolger des aus gesundheitlichen Gründen zurückgetretenen Armando Diaz ernannt. Als Minister setzte er sich vehement für die Autonomie der Streitkräfte auch gegenüber dem Faschismus ein und verbot den Offizieren sich politisch zu betätigen. Des Weiteren machte er sich für die Reduzierung des politischen Gewichtes der faschistischen Miliz stark und unterstützte erfolgreich die Rehabilitierung des nach Karfreit in Ungnade gefallenen ehemaligen Generalstabschef Cadorna. Mit seiner Haltung machte er sich in der faschistischen Partei unbeliebt, auch wenn er uneingeschränkt die Regierung Mussolini in den krisenhaften Jahren 1924 und 1925 unterstützte und der faschistischen Miliz nach dem Mord an Giacomo Matteotti hunderttausend Gewehre zur Verfügung stellte. Mit einer von ihm vorgeschlagenen Heeresreform, die eine Reduzierung der aktiven Regimenter und damit der Staatsausgaben vorsah, traf er nicht nur bei den höheren Stellen im Militär auf Widerstand, sondern auch bei der liberalen Opposition und nicht zuletzt bei der faschistischen Partei und Mussolini selbst. Nachdem Mussolini in einer Senatsdebatte ihm öffentlich sein Vertrauen entzog, trat Di Giorgio Anfang April 1925 als Kriegsminister zurück.
Verbittert zog er sich aus dem politischen Leben zurück und nahm seinen Dienst beim Militär wieder auf. Als Kommandant des in Palermo stehenden Armeekorps und damit militärischer Oberbefehlshaber auf Sizilien stand er ab 1926 zunehmend im Kontrast mit dem Präfekten Cesare Mori. Di Giorgio warf dem sogenannten eisernen Präfekten sein willkürliches Vorgehen im Kampf gegen die Mafia vor, dem auch unbescholtene Bürger zum Opfer gefallen seien. Nachdem Mori im Gegenzug seinen Bruder Domenico Di Giorgio beschuldigt hatte, selbst mit der Mafia unter einer Decke zu stecken, reichte Di Giorgio 1928 seinen Rücktritt ein. Fortan widmete er sich vor allem der Militärschriftstellerei.

## Schriften (Auswahl)
- Le memorie d’Africa del generale Baratieri e il soldato italiano. Tribuna, Rom 1899.
- Il colonnello Airaghi: cenni biografici del tenente Antonino Di Giorgio. S. Lapi, Città di Castello 1901.
- Il caso Ranzi e il modernismo nell’esercito. Bemporad, Florenz 1908.
- La Battaglia dell’Ortigara. Ardita, Rom 1935 (posthum).